# Ioannis Palamiotis
Ioannis Palamiotis (neugriechisch Γιάννης Παλαμιώτης, Giannis Palamiotis; * 15. November 1915; † 5. Februar 2010) war ein griechischer Dreispringer.
Bei den Leichtathletik-Europameisterschaften wurde er 1938 in Paris Vierter und kam 1950 in Brüssel auf den 14. Platz.
Von 1938 bis 1940 siegte er dreimal in Folge bei den Balkanspielen. 1939 wurde er Englischer Meister und stellte dabei mit 15,03 m einen nationalen Rekord auf, der fast 17 Jahre Bestand hatte.